# Agetocera cyanipennis
Agetocera cyanipennis es un coleóptero de la familia Chrysomelidae.
Fue descrita científicamente por primera vez en 2001 por Yang in Ge & Li.